# Pontal do Paraná (kommun)
Pontal do Paraná är en kommun i Brasilien.   Den ligger i delstaten Paraná, i den södra delen av landet, 1 100 km söder om huvudstaden Brasília. Antalet invånare är 20 919.
Följande samhällen finns i Pontal do Paraná:
- Pontal do Paraná